# Sindarella suite
Sindarella suite è un album del 1988 della cantante italiana Teresa De Sio.

## Tracce
1. Fatica d'amore - 3:08
2. Dammi spago - 4:35
3. L'olandese volante - 4:17
4. Capinera - 5:25
5. Bocca di lupo - 5:06
6. Chi sta meglio 'e te - 4:23
7. Il miracolo di Salvatore Ammare - 4:40
8. 'A neve e 'o sole - 3:50
9. La storia vera di Lupita Mendera - 16:32
  1. Introduzione
  2. Pulisci i fucili
  3. La battaglia
  4. Lupita nel bosco
  5. L'incontro
  6. Il soldato
  7. L'amore di Lupita e del soldato
10. Guerra alla guerra - 4:03

## Formazione
- Teresa De Sio - voce, cori, pianoforte
- Pasquale Minieri - tastiera, programmazione
- Brian Eno - pianoforte, sintetizzatore
- Lanfranco Fornari - batteria
- Miguel Angel Nicosia - bandoneon
- Michael Brook - chitarra, basso, sintetizzatore
- Mike Ogletree - batteria
- Ernesto Vitolo - tastiera, percussioni, pianoforte
- Cesare Chiodo - basso
- Antonello Salis - fisarmonica
- Franco Giacoia - chitarra acustica, chitarra elettrica, chitarra classica
- Paolo Costa - basso
- Rosario Jermano - percussioni
- Robert Fix - sassofono soprano
- Piero Pelù - voce narrante in La storia vera di Lupita Mendera
- Giulia Fasolino, Luciano Torani, Moreno Ferrara, Silvio Pozzoli - cori